# Knivjunkare

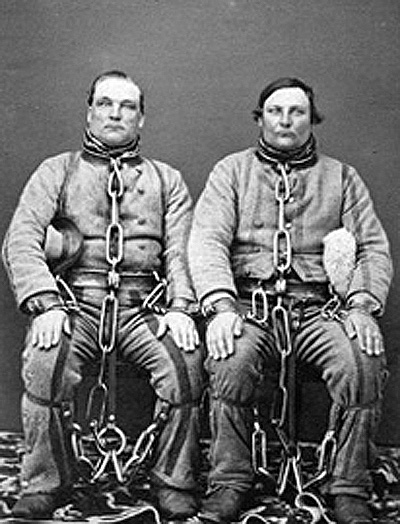
Knivjunkarna Antti Isotalo och Antti Rannanjärvi.

Knivjunkare kallades på svenska de gäng av orosmakare som härjade i Södra Österbotten i slutet av 1700- och stora delar av 1800-talet. Bland knivjunkarna var slagsmål vanliga och det hände ofta att någon kunde bli knivstucken, till och med på begravningar. Knivjunkarna höll ofta på med hasardspel, stölder och nattlopp. Knivjunkarna härjade värst i Lappo ådals nedre del, såsom i Vörå, Kauhava, Ylihärmä och Alahärmä.
Knivjunkarna kom från flera samhällsgrupper. Bland de dömda fanns bland annat bönder, såväl som drängar, torpare, soldater och egendomslösa. Bönder var ofta ledare för gängen. Knivjunkarna var vanligtvis fruktade, och slogs ofta för att sätta sig i respekt. Inget eller ingen fick rädas när "riktiga" män slogs. Det var ofta svårt att få knivjunkarna dömda eftersom få vågade vittna emot dem,  många av de som vittnat försvann.
Till de mest kända knivjunkarna hörde Antti Isotalo, Antti Rannanjärvi, Jaakko Pukkila och Juha Antinpoika Leskenantti ("Anssin Jukka").